# Кубок Китаю з футболу 2017
Кубок Китаю з футболу 2017 — 27-й розіграш головного кубкового футбольного турніру у Китаї. Титул володаря кубка вчетверте здобув Шанхай Шеньхуа.

## Календар
| Раунд                        | Дата                              | Матчі | Клуби   |
| ---------------------------- | --------------------------------- | ----- | ------- |
| Перший кваліфікаційний раунд | 12-20 листопада 2016              | 6     | 77 → 71 |
| Другий кваліфікаційний раунд | 31 грудня 2016 - 2 січня 2017     | 21    | 71 → 64 |
| Перший раунд                 | 18-26 березня 2017                | 16    | 64 → 48 |
| Другий раунд                 | 18-20 квітня 2017                 | 16    | 48 → 32 |
| 1/16 фіналу                  | 2-3 травня 2017                   | 16    | 32 → 16 |
| 1/8 фіналу                   | 21 червня 2017                    | 8     | 16 → 8  |
| 1/4 фіналу                   | 18/19 липня - 1/3 серпня 2017     | 8     | 8 → 4   |
| 1/2 фіналу                   | 15/16 серпня - 29/30 вересня 2017 | 4     | 4 → 2   |
| Фінал                        | 19/26 листопада 2017              | 2     | 2 → 1   |

## 1/16 фіналу
| Команда 1                          | Рахунок      | Команда 2             |
| ---------------------------------- | ------------ | --------------------- |
| 2 травня 2017                      |              |                       |
| Юньнань Ліцзян (2)                 | 0:3          | Шанхай Шеньхуа        |
| Цзілінь Баїдзія (3)                | 1:4          | Шаньдун Лунен         |
| Мейчжоу Мейсянь Течаньд (3)        | 1:2          | Гуанчжоу Евергранд    |
| Шеньчжень (2)                      | 0:1          | Хебей Чайна Форчун    |
| Сучжоу Дуну (3)                    | 1:1 пен. 3:2 | Яньбянь Фуде          |
| Цзянсі Ляньшен (3)                 | 0:1          | Цзянсу Сунін          |
| Ханчжоу Грінтаун (2)               | 4:3          | Ляонін Хувін          |
| Ней Менгу Чжунью (2)               | 2:1          | Чанчунь Ятай          |
| Ціндао Хуанхай (2)                 | 1:4          | Гуанчжоу R&F          |
| Шанхай Цзядін Сіті Дівелопмент (А) | 0:2          | Тяньцзинь Теда        |
| 3 травня 2017                      |              |                       |
| Шанхай Суньфунь (3)                | 1:5          | Хенань Цзяньє         |
| Хейлунцзян Лава Спрін (3)          | 1:0          | Чунцін Дандай Ліфань  |
| Бейцзін Женьхе (2)                 | 0:5          | Бейцзін Сінобо Гоань  |
| Далянь Їфан (2)                    | 0:2          | Тяньцзінь Цюаньцзянь  |
| Шанхай Шеньсінь (2)                | 5:3          | Ґуйчжоу Хенфен Чжичен |
| Сицзячжуан Евер Брайт (2)          | 0:2          | Шанхай СІПГ           |

## 1/8 фіналу
| Команда 1                 | Рахунок        | Команда 2            |
| ------------------------- | -------------- | -------------------- |
| 21 червня 2017            |                |                      |
| Тяньцзинь Теда            | 0:1            | Шаньдун Лунен        |
| Шанхай Шеньхуа            | 1:0            | Бейцзін Сінобо Гоань |
| Цзянсу Сунін              | 1:0            | Хенань Цзяньє        |
| Ханчжоу Грінтаун (2)      | 1:1 пен. 5:6   | Шанхай Шеньсінь (2)  |
| Ней Менгу Чжунью (2)      | 0:0 пен. 3:5   | Гуанчжоу R&F         |
| Гуанчжоу Евергранд        | 1:0            | Хебей Чайна Форчун   |
| Сучжоу Дуну (3)           | 1:1 пен. 14:15 | Шанхай СІПГ          |
| Хейлунцзян Лава Спрін (3) | 1:2            | Тяньцзінь Цюаньцзянь |

## 1/4 фіналу
| Команда 1              | Заг. | Команда 2           | 1-й матч | 2-й матч |
| ---------------------- | ---- | ------------------- | -------- | -------- |
| 18 липня/1 серпня 2017 |      |                     |          |          |
| Цзянсу Сунін           | 3:4  | Шанхай Шеньсінь (2) | 2:2      | 1:2      |
| 19 липня/1 серпня 2017 |      |                     |          |          |
| Гуанчжоу R&F           | 6:9  | Гуанчжоу Евергранд  | 4:2      | 2:7      |
| 19 липня/2 серпня 2017 |      |                     |          |          |
| Шаньдун Лунен          | 1:3  | Шанхай Шеньхуа      | 1:3      | 0:0      |
| 19 липня/3 серпня 2017 |      |                     |          |          |
| Тяньцзінь Цюаньцзянь   | 3:4  | Шанхай СІПГ         | 3:0      | 0:4      |

## 1/2 фіналу
| Команда 1                 | Заг. | Команда 2           | 1-й матч | 2-й матч |
| ------------------------- | ---- | ------------------- | -------- | -------- |
| 16 серпня/30 вересня 2017 |      |                     |          |          |
| Шанхай СІПГ               | 6:2  | Гуанчжоу Евергранд  | 2:1      | 4:1      |
| 15 серпня/29 вересня 2017 |      |                     |          |          |
| Шанхай Шеньхуа            | 2:0  | Шанхай Шеньсінь (2) | 1:0      | 1:0      |

## Фінал
| Команда 1            | Заг.    | Команда 2   | 1-й матч | 2-й матч |
| -------------------- | ------- | ----------- | -------- | -------- |
| 19/26 листопада 2017 |         |             |          |          |
| Шанхай Шеньхуа       | 3:3 (ч) | Шанхай СІПГ | 1:0      | 2:3      |

### Перший матч
| 19 листопада 2017 13:35 (EEST) |

| Шанхай Шеньхуа | 1:0      | Шанхай СІПГ |
| -------------- | -------- | ----------- |
| Мартінс 38'    | Протокол |             |

| Стадіон «Хункоу», Шанхай Глядачів: 24 319 Арбітр: Джумпей Іїда |

### Повторний матч
| 26 листопада 2017 14:00 (EEST) |

| Шанхай СІПГ                                      | 3:2      | Шанхай Шеньхуа             |
| ------------------------------------------------ | -------- | -------------------------- |
| Люй Веньжунь 15' Галк 72' (пен.) Морено 76' (аг) | Протокол | Цао Юньдін 44' Мартінс 67' |

| Шанхайський стадіон, Шанхай Глядачів: 39 552 Арбітр: Тед Анкел |